# Modèle de protection Take-grant
 (mai 2025).
Si vous disposez d'ouvrages ou d'articles de référence ou si vous connaissez des sites web de qualité traitant du thème abordé ici, merci de compléter l'article en donnant les références utiles à sa vérifiabilité et en les liant à la section « Notes et références ».
Le modèle de protection Take-grant est un modèle formel utilisé en sécurité informatique, visant à évaluer la sécurité d'une machine qui suit des règles spécifiques. Il montre que pour des systèmes spécifiques, la question de la sécurité devient décidable alors qu'elle ne l'est pas en général.
Le système est représenté comme un graphe orienté, où les nœuds sont soit des sujets, soit des objets. Les labels des arêtes précisent les droits que la source a sur la destination de l'arête.